# Hôtel Bauyn de Péreuse
L'hôtel Bauyn de Péreuse est un hôtel particulier situé sur la place des Victoires à Paris, en France.

## Localisation
L'hôtel Bauyn de Péreuse est situé dans le 1er arrondissement de Paris, au 5 place des Victoires. Il se trouve sur le côté sud-est de la place, à l'est de l'hôtel de Soyecourt.

## Historique
L'hôtel date de la fin du XVIIe siècle.
L'édifice est classé au titre des monuments historiques en 1948.